# Lorna Hill
Lorna Hill (ur. 21 lutego 1902 w Durham, zm. 17 sierpnia 1991 w Keswick) – brytyjska pisarka; autorka licznych książek, głównie dla młodych czytelników.

## Twórczość
- Seria o Marjorie, napisana w latach 1948–1962. Składa się na nią sześć pozycji. Cykl ten zapoczątkował karierę Hill. Pierwsze opowiadania napisała w dzieciństwie. Po latach znalazła je dziesięcioletnia wówczas córka przyszłej pisarki i poprosiła o ciąg dalszy.
- Seria o Sadler's Wells, napisana w latach 1950–1964. Składa się z czternastu tomów. Opowiada o uczennicach znanej londyńskiej szkoły baletowej. Do jej stworzenia zainspirowała pisarkę córka, również tancerka klasyczna. W Polsce, w roku 1993 ukazał się pierwszy tom, zatytułowany Tańczące marzenie (ang. A Dream of Sadler's Wells)[2]. Dalsze części; Weronika w Wells oraz Kastaniety? To nie u nas!, i kolejne, wbrew zapowiedziom, prawdopodobnie nie zostały wydane.
- Seria o Patience, powstała w latach 1951–1955 i składa się z czterech tomów.
- Seria Dancing Peel, stworzona w latach 1954–1962, złożona z sześciu części.
- Seria The Vicarage Children, trzy części, wydane w okresie 1961–1966.
- Książki dla dorosłych czytelników:
  - La Sylphide, The Life of Marie Taglioni (1967)
  - The Scent of Rosemary (1978)
  - The Other Miss Perkin (1978)